# Cap Corse
Le cap Corse est une péninsule et une région naturelle située au nord-est de la Corse. Ses habitants sont appelés Capicursini ou Capcorsins.

## Géographie

### Situation
Le cap Corse est une péninsule d'environ 400 km2 de superficie, au nord-est de l'île de Corse. Élancée au nord vers la Ligurie, elle se rencontre à 33 km de la Capraia, à 83 km de Piombino, à 96 km de Livourne, à 160 km de Gênes et à moins de 175 km de la côte française. La pointe nord du Cap (42° 50’ 2.34‘’ N) est située en deçà d’une ligne est-ouest qui passe par Toulon (43° 7’ 19.92’’ N) et même légèrement plus au sud que l’île de Porquerolles (43° 0’ 2‘’ N), ce qui place le Nord de la Corse à la même latitude que la partie la plus méridionale de la France continentale (Pyrénées-Orientales, au sud de Perpignan).
Dans l'Antiquité, le pays est dénommé Sacrum promuntorium. Il devient, au Moyen Âge, un territoire de seigneuries (San Colombano, Avogari, etc.). Il est partagé en cantons durant la Révolution.

### Description
« Le pays appelé le Cap-Corse a un circuit de quarante-huit à cinquante milles. Il est partagé en deux dans le sens de sa longueur par une montagne qui se prolonge du nord au midi. Les gens du pays l'appellent la Serra. C'est comme une chaîne dont la cime partage les eaux, qui vont se jeter dans la mer, les unes à l'est, les autres à l'ouest. »

— Agostino Giustiniani in Dialogo, traduction de Lucien Auguste Letteron in Histoire de la Corse - Description de la Corse – Tome I p. 7 - 1888.
Il est formé par une arête relativement élevée qui envoie en avant, à l'est et à l'ouest, des éperons et des contreforts qui délimitent des vallées parallèles où se sont installés les villages et les cultures.

« Dans le Cap-Corse, l'air est partout sain, l'eau bonne ; le vin est abondant, excellent et généralement blanc. Les vins de la côte extérieure sont plus renommés comme vins moûts ; ceux de la côte intérieure, lorsqu'ils sont clairs. La quantité de vin que l'on récolte dans le Cap-Corse est considérable ; on y récolte encore un peu d'huile, des figues et quelques autres fruits. Le sol est rebelle aux autres cultures, surtout à celle du blé. Les habitants sont bien habillés et plus polis que les autres Corses, grâce à leurs relations commerciales et au voisinage du continent. Il y a chez eux beaucoup de simplicité et de bonne foi. Leur unique commerce est celui des vins qu'ils vont vendre en terre ferme »

— Mgr Agostino Giustiniani in Dialogo, traduction de Lucien Auguste Letteron in Histoire de la Corse - Description de la Corse, Bulletin de la Société des sciences historiques & naturelles de la Corse – Tome I p. 8

### Géologie et relief

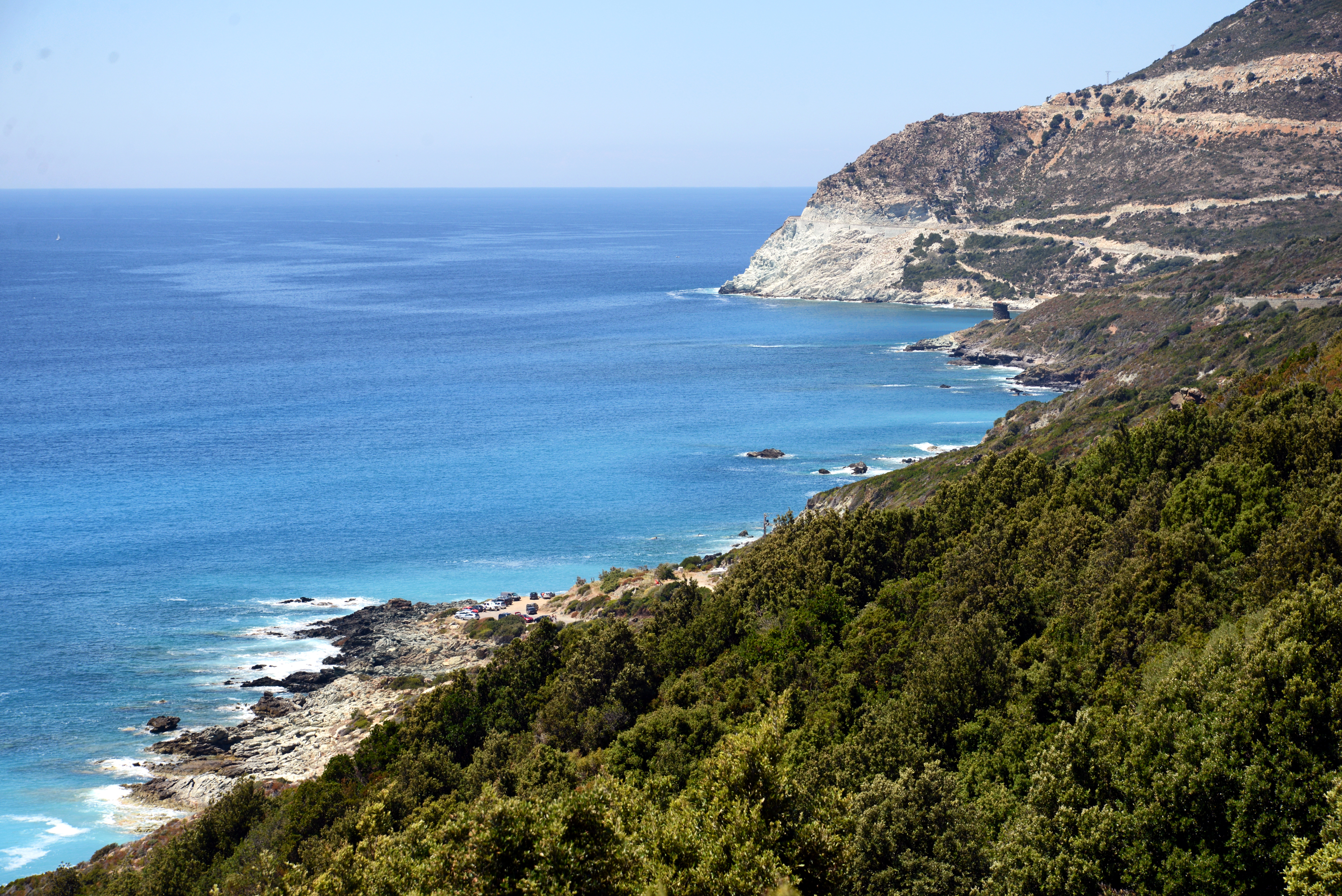
Secteur littoral entre Nonza et la Punta Bianca.

Le Cap Corse est une péninsule schisteuse qui s'étend au nord d'une ligne Bastia - Saint-Florent, sur près de 40 km de long dans le sens nord-sud, et 10 à 15 km de large. La région est composée de schistes lustrés, dans lesquels dominent les schistes et quartzites amphiboliques ou pyroxéniques, avec, par places, des calcschistes micacés et des cipolins durs.
Quelques exceptions importantes apparaissent dans ce relief. Au nord du Cap, les schistes sont pénétrés par une masse de gabbros et de péridotites, d'où provient la pierre verte bien connue sous le nom de serpentine. Cette pierre d'une grande dureté forme les bosses du paysage, telles que les sommets comme l'Alticcione 1 139 mètres, les promontoires comme le Corno di Becco ou la pointe d'Agnello. De part et d'autre de cette nappe de roches vertes se trouvent deux accidents géologiques curieux. À l'ouest, presque tout le territoire de la commune d'Ersa est constitué par une couche de gneiss amphibolique, granitisé, sur lequel on retrouve les schistes lustrés ; tandis qu'à l'est, au nord et au sud de Macinaggio, le long de la côte, à Tamarone, comme à Finocchiarola, s'étalent les grès siliceux et à poudingues de l'époque Éocène, avec un lambeau triasique de cargneules et de calcaires.
La géologie très particulière du Cap Corse a donné lieu à une rareté géologique : l'amiante amphibiolique, une roche fibreuse susceptible d'être filée et tissée. Avec la première révolution industrielle, celle de la machine à vapeur, la demande d'amiante (matériau isolant et incombustible) est montée en flèche. L'amiante a été exploité industriellement à Canari dans une impressionnante carrière en gradins à ciel ouvert, de 1935 à 1965. Le site était à la fois une mine et une usine produisant un produit fini et mis en sacs. Fermée depuis 1966, la friche industrielle est diversement considérée : verrue industrielle au passé sinistre (le mésothéliome ou cancer de l'amiante sévissait parmi les ouvriers) pour les uns, c'est un lieu de visite (illégale) apprécié par d'autres, avec la mode de l'exploration urbaine.
L'orographie de la région s'explique ainsi : les schistes luisants et tendres donnent un relief doux, des versants lentement inclinés, des mamelons et des chaînes continus, telle que la crête de séparation entre Rogliano et Luri. Les bancs de cipolins dessinent des ruptures de pente et des plateaux abrupts, comme le Piano de Santarello. Les schistes amphiboliques en revanche ont des crêtes aiguës et dentelées, mais ce sont surtout les gabbros et les péridotites qui forment les plus fortes saillies, les dômes, les massifs compacts isolés au milieu des roches plus tendres.

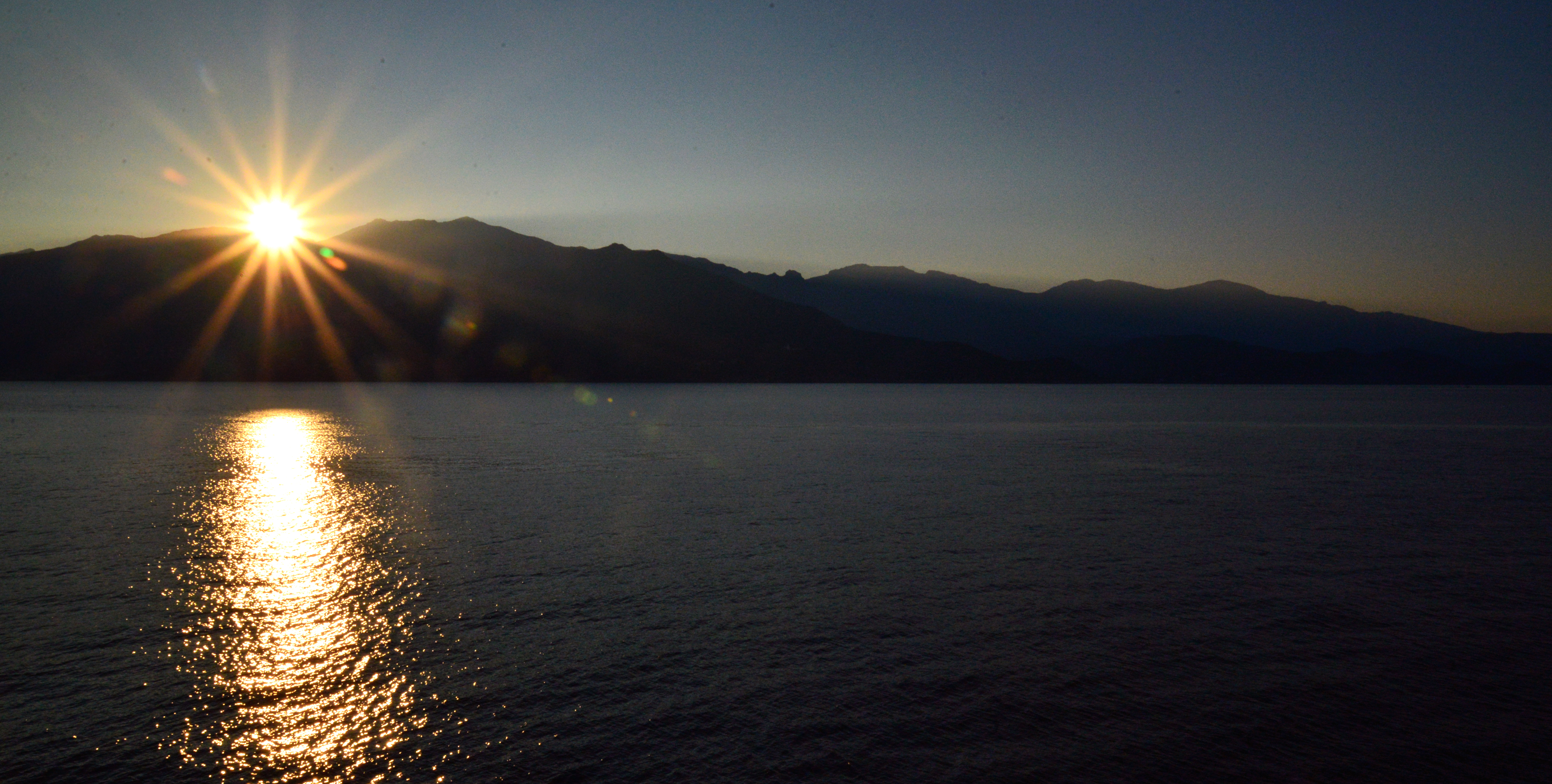
Coucher sur le Monte Stello.

Une chaîne montagneuse, la Serra, s'étend tout le long du cap, depuis la Serra di Pignu (altitude 960 m) au sud, jusqu'au Monte di u Castellu (altitude 540 m) au nord. La Cima di e Follicie, haute de 1 324 mètres, en est le point culminant ; mais le Cap compte plus de dix autres sommets dépassant les 1 000 mètres d'altitude, dont le Monte Stello. Cette chaîne surgit des flots souvent tumultueux du Capo Bianco et de la Punta di Corno di Becco, par une levée de 333 m à la Punta de Pietra Campana et 359 m au Monte Maggiore. Elle se dirige en direction du sud-est vers la pointe de Torricella (562 m), traverser toute la péninsule et finir à la cime du Zuccarello 955 m et le défilé du Lancone.
La Serra est la ligne de partage des eaux. À l'est, la côte intérieure est baignée par la mer Tyrrhénienne et le littoral offre des paysages au relief collinaire contrastant avec les paysages aigus et abrupts de la côte extérieure baignée par la mer Méditerranée. Au nord, la côte est baignée par la mer Ligure.
Le littoral capcorsin, déchiqueté et accidenté, comprend peu de plages que l'on trouve uniquement au fond de ses anses. Le relief descend le plus souvent de façon abrupte dans la mer, et la route D80, qui fait le tour du Cap sur 110 km, de Bastia à Saint-Florent, offre un panorama de corniche. Un tiers des tours génoises, destinées à protéger la Corse d'attaques navales des Barbaresques, a été construit autour du cap.

### Climat et végétation

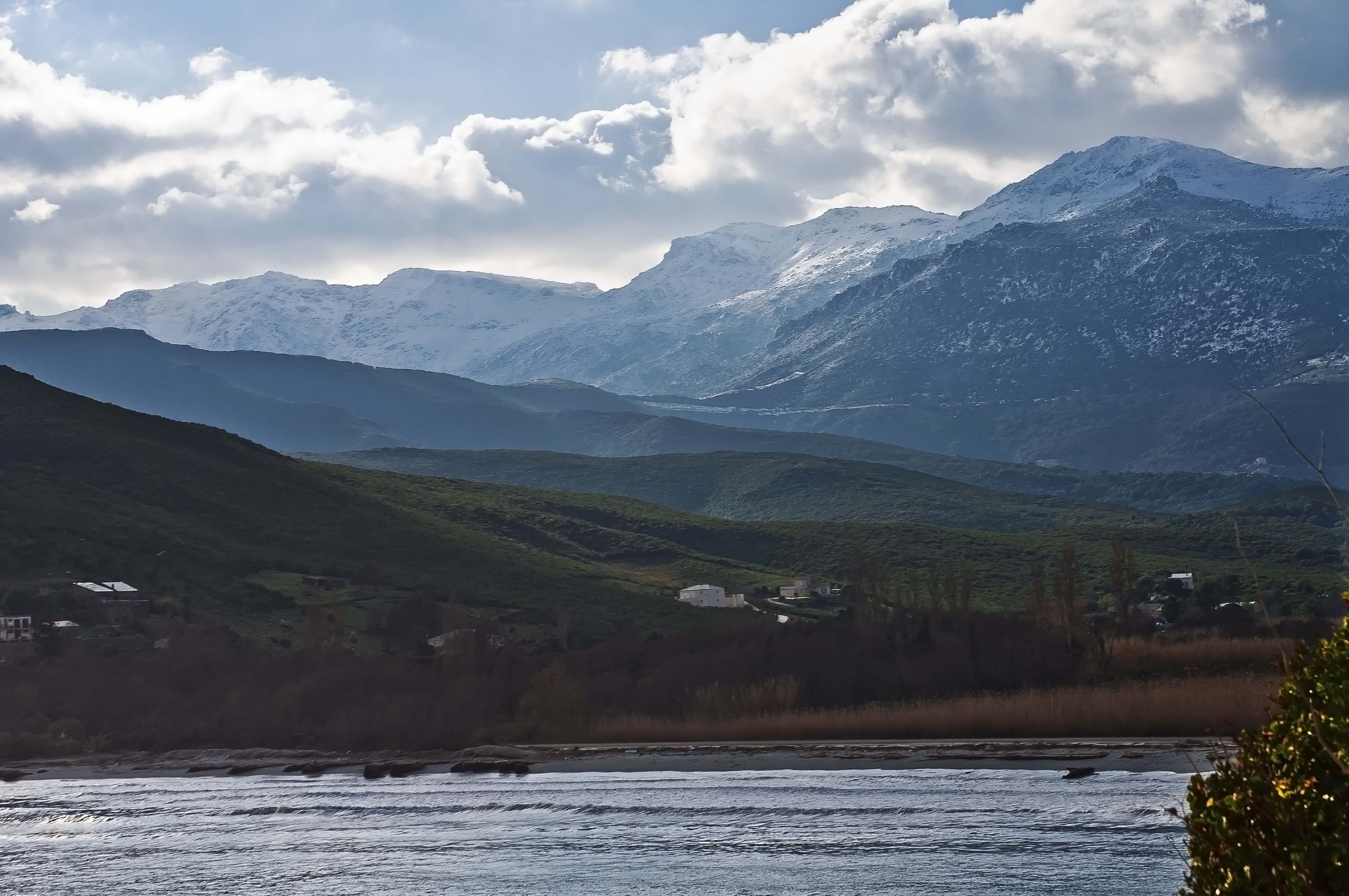
La Cima di e Follicie enneigée (à gauche) vue depuis la plage de Pietracorbara.

Le Cap Corse a un climat de type Csa (climat méditerranéen). La station météorologique située à la pointe nord de la péninsule (au sémaphore de Capo Grosso à Ersa) a comme record de chaleur 39,5 °C, enregistré le 26 juillet 1983, et comme record de froid −5 °C, relevé le 11 février 1956. La température moyenne annuelle (1971/2000) est de 16,5 °C.
Plus encore que le reste de l'île, le climat capcorsin est particulièrement venteux. On y dénombre environ trois cents jours de vent par an, le vent dominant étant le libeccio (vent violent en toutes saisons de secteur sud-ouest accompagné de fortes précipitations sur les versants exposés en hiver, alors qu'en été, ce vent est associé à un temps sec et doux).
Du fait de l'influence marine et du fléchissement du relief, le Cap Corse est soumis du sud au nord à un gradient d'amplitudes thermiques journalières décroissant : de 9 °C entre moyennes minimales et maximales à Bastia à 5 °C sur le littoral de la pointe du cap Corse, où les amplitudes sont les plus faibles de toute l'île.
Ce climat méditerranéen est sensiblement altéré au fur et à mesure que l'on monte en altitude, les conditions météorologiques devenant beaucoup plus humides et fraîches, voire ponctuellement froides en hiver. La neige fait plusieurs apparitions sur les fonds de vallées et la dorsale montagneuse de la péninsule durant l'hiver. Les chutes de neige sont en revanche beaucoup plus rares sur le littoral et quasi inexistantes à la pointe du cap Corse.
| Mois                                            | jan.         | fév.           | mars           | avril                | mai                  | juin           | jui.           | août           | sep.                   | oct.            | nov.            | déc.            | année           |
| ----------------------------------------------- | ------------ | -------------- | -------------- | -------------------- | -------------------- | -------------- | -------------- | -------------- | ---------------------- | --------------- | --------------- | --------------- | --------------- |
| Température minimale moyenne (°C)               | 8,5          | 8,1            | 9,3            | 10,9                 | 14,5                 | 17,9           | 21,1           | 21,5           | 18,9                   | 15,8            | 11,9            | 9,5             | 14              |
| Température moyenne (°C)                        | 10,4         | 10,2           | 11,7           | 13,5                 | 17,4                 | 21             | 24,3           | 24,6           | 21,6                   | 18              | 13,8            | 11,4            | 16,5            |
| Température maximale moyenne (°C)               | 12,2         | 12,2           | 14             | 16,2                 | 20,4                 | 24,1           | 27,4           | 27,6           | 24,1                   | 20,1            | 15,7            | 13,2            | 19              |
| Record de froid (°C) date du record             | −4 23/1/1963 | −5 11/2/1956   | −2 6/3/1971    | 3 7/4/1929 22/4/1938 | 7 12/5/1928 3/5/1922 | 10 13/6/1967   | 12,4 6/7/1925  | 13,2 24/8/1965 | 10 30/9/1936 23/9/1931 | 5,7 31/10/1974  | 2,4 26/11/1925  | −1,2 17/12/1961 | −5 11/2/1956    |
| Record de chaleur (°C) date du record           | 22 13/1/2004 | 19,9 16/2/2007 | 24,8 24/3/2001 | 29,1 28/4/2012       | 34 25/5/2007         | 36,5 20/6/2006 | 39,5 26/7/1983 | 37,6 10/8/1994 | 35,1 11/9/2008         | 29,5 9/10/1976  | 24,6 10/11/1985 | 23,5 16/12/1989 | 39,5 26/7/1983  |
| Nombre de jours avec gel                        | 0,31         | 0,14           | 0,07           | 0                    | 0                    | 0              | 0              | 0              | 0                      | 0               | 0               | 0,07            | 0,58            |
| Précipitations (mm)                             | 46,8         | 44             | 48,9           | 48                   | 33,7                 | 25,8           | 7              | 18,5           | 64                     | 86,2            | 83,5            | 51,2            | 557,7           |
| Record de pluie en 24 h (mm) date du record     | 80 4/1/1926  | 50,8 20/2/2005 | 45 18/3/1975   | 62,8 24/4/1995       | 70 14/5/1926         | 74 12/6/1967   | 90 7/7/1926    | 46 9/8/1929    | 405,8 23/9/1993        | 93,6 18/10/1922 | 147,9 5/11/1994 | 62 14/12/1970   | 405,8 23/9/1993 |
| Nombre de jours avec précipitations             | 6,53         | 6,62           | 5,72           | 6,52                 | 4,52                 | 3,07           | 1,1            | 2,28           | 4,48                   | 7,41            | 7,86            | 6,52            | 62,71           |
| dont nombre de jours avec précipitations ≥ 5 mm | 3,2          | 2,79           | 3,17           | 3,41                 | 1,86                 | 1,48           | 0,45           | 1              | 2,86                   | 4,24            | 4,28            | 3,17            | 31,95           |

Les chênaies vertes qui couvraient la péninsule, ont beaucoup souffert des feux ; les forêts qui subsistent, dispersées sur la longueur du cap Corse, s'étendent depuis la commune de Farinole, à la base du Cap, jusqu'à la commune de Rogliano au nord-est et à la commune de Morsiglia au nord-ouest. Elles représentent les derniers vestiges d'une végétation qui recouvrait en grande partie les montagnes et les versants de cette région. Ravagées par les incendies, les chênaies subsistent actuellement dans les vallons, près des villages. Les paysages du cap a été grandement modifiés par les incendies. Ceux des crêtes asylvatiques du cap Corse sont modelés par les feux, principale raison de leur caractère asylvatique.

## Toponymie
Le cap Corse se nomme en corse Capicorsu /kabiˈgorsu/, en un seul mot et sans article. Ses habitants sont appelés les Capicursini en corse.
Il était autrefois retranscrit en toscan sous la forme Capocorso, comme en témoigne le politonyme Olmeta-di-Capocorso. L'italien lui préfère aujourd'hui la forme Capo Corso, en deux mots comme en français.

## Histoire

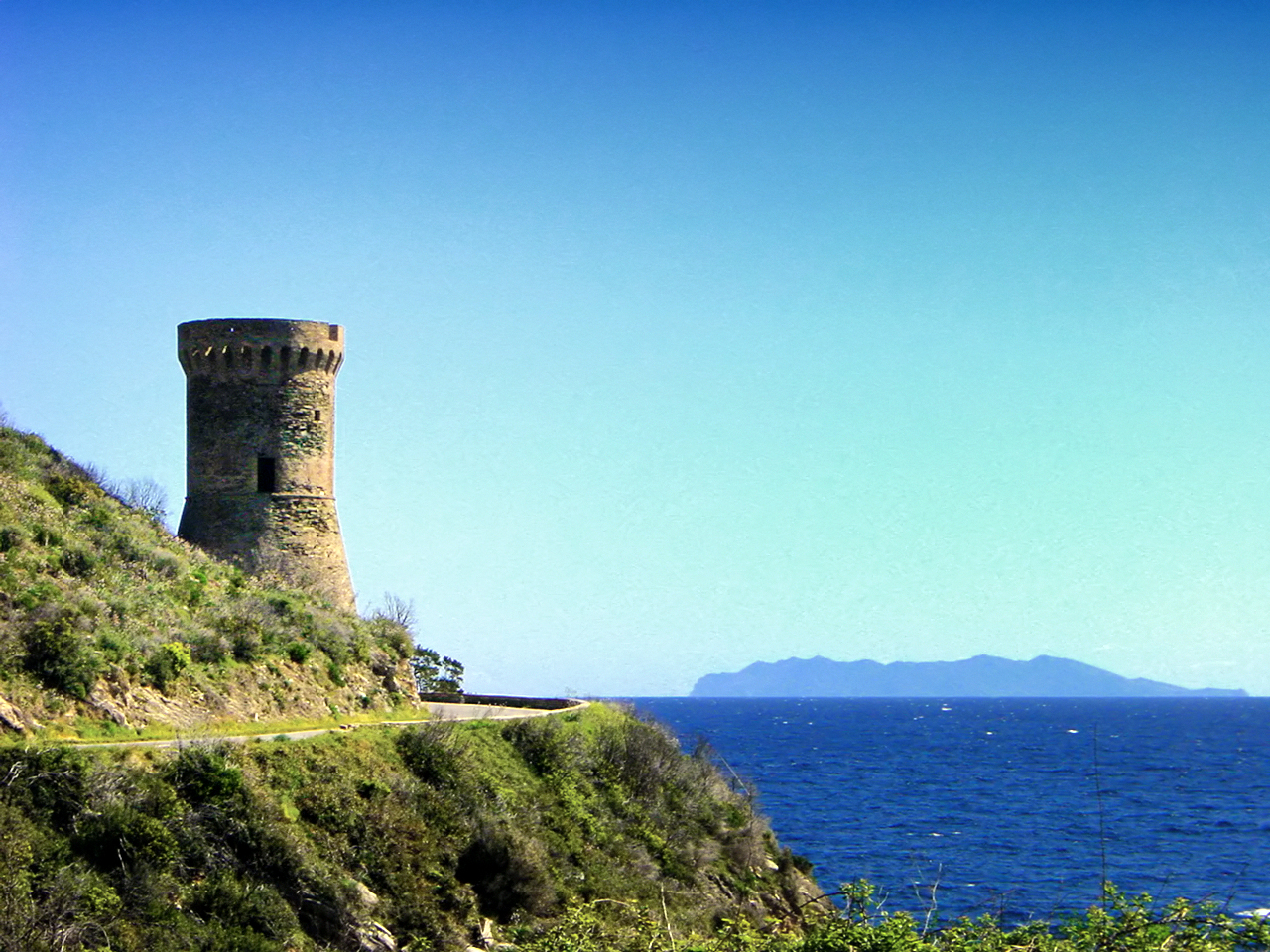
Côte orientale du cap Corse - Tour génoise de l'Osse.

« Fixés sur la côte à l'époque romaine les Cap Corsins ont fui le rivage à la période des invasions pour s'installer sur les éperons de la montagne qu'il a fallu fortifier au Moyen-Âge et à l'époque de la piraterie barbaresque. Ils ont placé sous la protection des tours du littoral et de ses îlots, sentinelles avancées sur la mer, le « magasin » où le pêcheur remise sa barque et ses engins, le vigneron ses outils, ses échalas et son vin. Pour vivre sur leur montagne étroite, dure et rocheuse, les habitants ont dû livrer à la terre, au vent exécré une lutte de tous les instants et demander à la mer irritable ou à l'émigration le complément de ressources qui leur fut toujours indispensable. »

— Marien Martini

### Préhistoire et protohistoire
-6000 : découverte de squelettes humains les plus anciens du cap Corse. Les fouilles entreprises dans des abris à Pietracorbara ont permis de mettre au jour un habitat pré néolithique recelant une sépulture dans son sous-sol, suivi par une occupation qui a livré un mobilier attribuable au Néolithique Ancien et Moyen, et d'une sépulture pouvant dater de la fin du Néolithique ou début de l'âge du bronze.
De Jacques Magdeleine, préhistorien : « Peuplé au cours de la Protohistoire par la puissante tribu des Ouanakinoi, dont quelques sépultures et de plus rares habitats ont été retrouvés, son occupation aux époques antérieures n'était jusqu'à présent que suggérée par la présence des peintures de la Grotta Scritta, des menhirs du Pinzu a Verghine ou de quelques haches polies trouvées par des bergers. Les abris de Torre d'Aquila sont donc les premiers sites à livrer une documentation se rapportant à la Préhistoire ».
Dans le cap Corse, la peuplade des Vanacini (ou Uanakini) se fortifie à Tesoro (Brando), à Torre (Castello di Luri), à Vitellaggiu (Ersa). Peut-on décoder la signification du nom Vanacini à partir du grec Ԑανος signifiant brillant donc puissant et kɩѵεω voulant dire remuant, […] Les Vanacini : un peuple remuant et puissant (donc armé) ?

### Antiquité
Le cap Corse est le cap Sacrum indiqué par les cartes topographiques de Ptolémée. Ce dernier mentionne également Clunium.
« Clunium oppidum. Var. Cunium. Suivant Cluver et Canari, l'oppidum devait se trouver à Sainte-Catherine de Sisco, et suivant Mûller, à Pietra Corbara. Nous opinons pour Pietra-Corbara (marine), parce que Pietra, signifiant roche ou château, évoque l'idée d'un oppidum ».
À l'époque de la navigation côtière, les Phéniciens (XVe siècle av. J.-C.), les Étrusques (Xe au VIe siècle), les Phocéens au Ve siècle av. J.-C., les Carthaginois aux IVe et IIIe siècles av. J.-C., ont dû trouver dans le Cap des points d'escale ou de refuge et se rendre maîtres du pays qui commande le détroit italo-corse.
Au VIIe siècle av. J.-C., les Étrusques commerçaient avec les Vanacini de Spelonche (Cagnano), qui travaillaient le fer et cultivaient la vigne et le blé. Les Carthaginois installent des comptoirs en Corse.
En -545, Cyrus II roi de Perse prend Phocée. 30 000 Ioniens s'imposent à Aléria, piratent les commerces étrusques et puniques, et s'installent un peu partout en Corse, à Morsiglia, à Ampuglia, à Blesinum, à Clunium.
En -111, Rome usurpe maints domaines, chassant les Vanacini de la plaine d'Orto, au sud de Mantinum (Bastia). À cette époque, Rome crée de nombreuses localités : Mariana, Mercuri (Luri), Vicus aureglianus (Rogliano), Tamarone, Minervio, Conchiglio, Nuntia (Nonza)... et organise l'île en pièves (environ 200, dont une vingtaine au cap Corse).
On raconte que Sénèque aurait passé son exil (de 41 à 49 apr. J.-C.) à Lurinum et Ampuglia, dans la tour qui porte aujourd'hui son nom, au col Sainte-Lucie, à Luri.
En ce temps, Jupiter avait un temple au monte Iovu en Lota, Athéna Parthénos était vénérée à Partine di Lota, un culte était rendu à Artémis à Sacro au nord d'Erbalunga, à Mercure à Mercurio di Luri Supranu, à Janus à la Serra di Pietragine à l'ouest de Rogliano, à Minerve à Minervio, un temple romain s'élevait près de Murticciu à Meria. Rome exploitait le marbre cipolin de Brando.
La chute de Rome fut suivie d'une période de troubles et de chaos, au cours de laquelle la population capcorsine ne sembla livrée à aucun puissant seigneur. Elle dut subir les assauts des Vandales, des Lombards et des barbaresques.

### Moyen Âge

#### Haut Moyen Âge

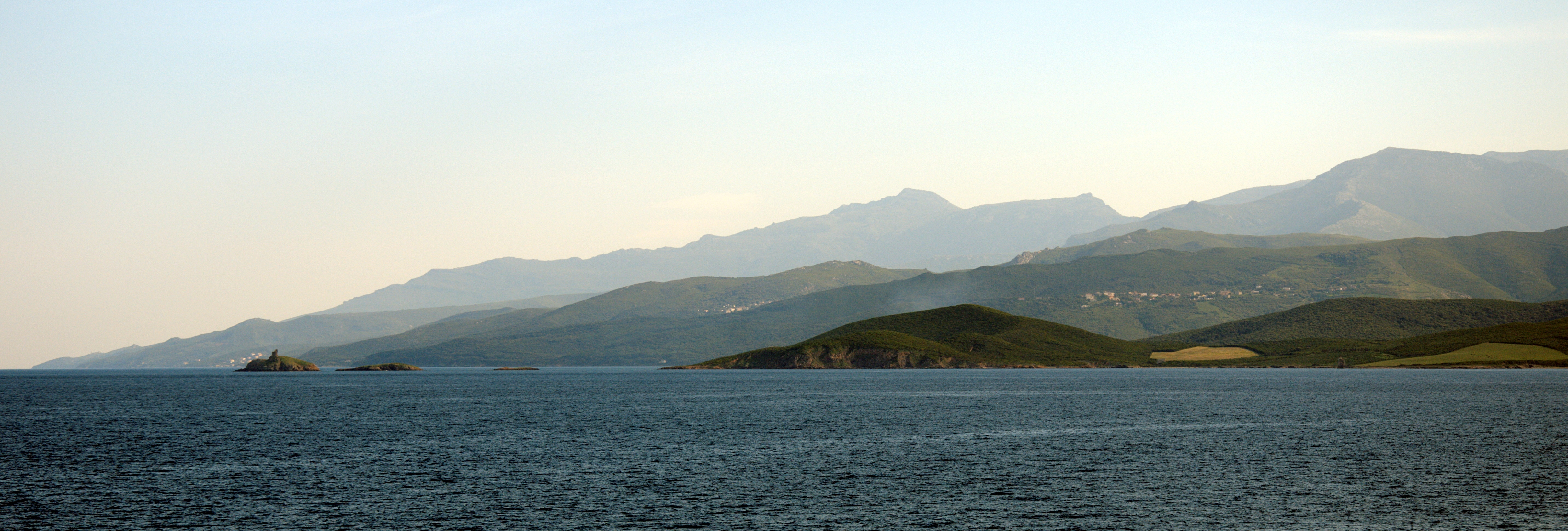
Extrémité Nord du cap Corse.

Au cours du Haut Moyen Âge, la Corse est envahie par les Vandales dès 457, Vicus Aurelianus (Auria ou Rogliano) est ruiné. L'île sera à nouveau ruinée, dès 534 par les Byzantins, puis dès 754 par les Lombards qui leur succéderont et ravageront Tamina (Tomino).
En 774, vaincus par Pépin le Bref, les Lombards cèdent la Corse au pape Adrien Ier.
Depuis le début du VIIIe siècle, les Sarrasins pillaient ses côtes corses. En 734, ils brûlent Nonza ; en 824 ils détruisent la ville de Nebbio.
Vers le milieu du IXe siècle, le tutor Corsicæ Boniface II, marquis de Toscane, abandonne l'île aux Sarrasins. 20 000 Corses se réfugient à Rome (l'un d'eux, né à Perello (Vivario), sera en 891 le pape Formose).

##### Les fiefs
Vers 860, la féodalité apparaît avec une lente et anarchique reconquête sur les Maures et leur roi Ferrandino par Ugo Colonna, patricien romain nommé comte de Corse par le pape.
Le nord-est de la Corse est reconquis par Oberto, un descendant de  Boniface II de Toscane (fondateur de Bonifacio). Oberto est l'ancêtre des Malaspina et des Obertenghi, donc des lignées du marquis Guglielmi di Cortona dit « Cortinco » ancêtre des Cortinchi qui élèveront 40 châteaux dans l'île, avec le concours de plusieurs nobles dont :
- le génois Ydo ou Ido chef des Peverelli, seigneurs d'Olcani à La Chiappella (pièves civiles) jusqu'en 1082,
- les cousins des Peverelli : 
  - Avogari (mot lombard signifiant avoués) n'étaient seigneurs que de Nonza et Olmeta (pièves civiles) jusqu'en 1109 ;
  - Da Campo di Luri seigneurs de Luri à Rogliano (sans la Chiappella), soit les pièves civiles de Luri, Meria, Tomino et Rogliano, jusqu'en 1250 ;
  - Della Suere (ou Della Suare) seigneurs de Cagnano jusqu'en 1197.
- Alberto de Loreto ancêtre des Loretesi d'Ajaccio-Castelvecchio au Xe siècle, « juge » (giudice) de plusieurs pièves de l'île dont Lota et Brando. En 1052 les Loretesi sont dépouillés de Lota et Sagro par les Delle Suere, et de leurs autres pièves au-delà du cap Corse par les Amondaschi et les Cortinchi.
- Da Pietrabugno qui n'administrent que Ville.
- Da Furiani qui n'administrent Furiani que jusqu'en 1168. En 1072, avec l'aide du marquis de Massa (de la lignée des Obertinghi), ceux-ci chassent les Delle Suere d'Orto et de Lota.

En 1082, aidés par Gênes, les Peverelli prennent le Sagro aux Delle Suere.
1109 : soutenus par Pise, les Avogari enlèvent aux Peverelli les pièves d'Olcani et de Sagro (Brando, Sisco et Pietracorbara). Ils attribuent des statuts à leurs vassaux.
1130 : les sires de Bagnaria, riches et actifs commerçants devenues une puissante famille, sont promus seigneurs. Ils construisent un castello à Belgodère d'Orto (dit plus tard « Belgodère de Bagnaria ») et y établissent leur résidence. Grâce à Pise, ils obtiennent l'administration des pièves d'Orto (qui comprenait Bastia), de Marana et de Costiera, s'appuyant sur les châteaux (ou castra) de Furiani, Biguglia, Ischia, Montechiaro et Stella des Da Furiani. Leur fief s’étendait de la vallée du Golo au cap Corse. Au XIIIe siècle ils seront en conflit avec les seigneurs voisins pour Pietrabugno, Montebello-Cotone et Croce d'Oletta.
En 1250, le Cap Corse comptait les châteaux suivants :
- Fiefs des Da Mare : San Colombano, Motti, Minerbio et Oveglia
- Fiefs des Avogari : Brando, Canari et Nonza.

##### La société
Excepté Cagnano, le Cap Corse vécut de la fin du IXe au XIIe siècle sous des régimes populaires. Les propriétés privées étaient rares. Les terres démaquisées (prèsa du latin pop. prensionem signifiant « appréhendé »), étaient des biens collectifs gérés comme les bois par toute la piève, base des administrations. Le paysan cultivait une lènza (latin linea signifiant « ligne »). Chaque paèse était une communauté n'ayant droit de regard que sur son circulu (cercle des terres proches).
La classe dominante était celle des sgiò (latin « gens ») dont les draps et vêtements utilisés étaient créés avec des étoffes de qualité en lin, à l'inverse des petites gens qui revêtaient des habits en poil de chèvre (pilèni du latin pilus). Le lin dont les fibres étaient rouies en cuves, étaient ensuite séchées et filées dans une dizaine de pièves du Cap Corse, puis tissées pour obtenir des tissus larges de 60 cm fournissant une toile grise. Le Cap s'enrichissait d'un florissant commerce avec la Toscane où déjà, la diaspora cap-corsine était importante.
« On pense qu'au Cap Corse il y avait à cette époque vingt pièves peu différentes des pièves romaines et plus d'une centaine de communautés » - Alerius Tardy.

#### Bas Moyen Âge
En 1358, éclate une révolte populaire dirigée par Sambucucciu d'Alandu. Les seigneurs sont chassés de leurs fiefs et sont remplacés par des caporali (tribuns). Tous les châteaux sont détruits excepté 6 dont Nonza et San Colombano qui protégeait le commerce maritime du Cap. Le peuple s'administre et les communes émancipées s'unissent en une confédération dite « Terra del Comune » (triangle Calvi - Santa-Maria-di-Lota - Sari-di-Porto-Vecchio), opposée au Cap Corse et à la « Terra dei Signori » (l'actuelle Corse-du-Sud) où les seigneurs retrouvent vite leurs fiefs. De nombreuses petites communautés, ancêtres des communes, sont créées.
En 1372, l'Aragon réalisant ses droits sur la Corse d'après le traité d'Agnagni, aide Arrigo Della Rocca, descendant de Giudice, comte de Corse. Arrigo occupe Nonza mais il est repoussé par Colombano Da Mare, fils de Babiano.
Gênes qui ne possède plus que Calvi et Bonifacio, inféode l'île à des gentilshommes génois. Arrigo s'entend avec ceux-ci pour créer la société de la Maona et être gouverneur de La Rocca. Lucchino Gentilli retrouve son fief de Nonza et peu après se voit confier le château de Feringule.
La Maona se brouille avec Arrigo, le combat mais doit capituler. En 1379, celui-ci ruine le bourg d'Ajaccio qui avait reçu les soldats génois de la Maona. Il devient maître de presque toute la Corse en 1385. Après douze ans de pouvoir, en 1397, il est vaincu par Gênes. Il meurt en 1401.
- 1410 - Vincentello d'Istria, neveu d'Arrigo, soutenu par l'Aragon, se fait proclamer comte de Corse, puis vice-roi en 1418 par le peuple à Biguglia. En 1417 il rétablit Mathieu De Gentile, chassé de Brando par Gênes.
- 1419 - Vincentello emprisonne André De Gentile, le seigneur de Canari et Urbain Da Mare, fils de Colombano, au château d'Orese (Ocana).
- 1420 - Vincentello prend Bastia avec l'aide de Manfred De Gentile, seigneur de Nonza.
- 1424 - Aidé par Gênes, Giudicello d'Ornano (les Ornano descendent de Trufetta, frère de Sinucello Della Rocca) enlève Orese, délivre André De Gentile. Ce dernier ravit Sisco et Pietracorbara au seigneur de Brando.
- 1430 - Les caporali de « Terra del Comune » rejettent la tutelle de Vincentello. Ils proclament Simon 1er Da Mare, frère d'Urbain, gouverneur général de la Corse.
- 1434 - Après la mort de Vincentello décapité à Gênes, Simon 1er se retrouve comte de Corse. Il ne règnera durant quelques années que sur les deux tiers de l'île, malgré l'appui de Gênes, des caporali et de son fils Carlo.
- 1438 - Mathieu De Gentile décède ; Jacques De Gentile hérite du fief de Brando excepté Erbalunga qui revient à Vinciguerra De Gentile.
- 1439 - Mort de Simon 1er Da Mare
- 1446 - Mort de Piero Da Mare, derniers fils de Simon 1er. Le fief entier (San Colombano + Centuri, Morsiglia et Pino), soit la moitié nord du Cap Corse, revient à Simon II son fils, marié à Maria De Fieschi, fille d'un puissant patricien de Gênes.
- 1453 - Gênes inféode la Corse à l'Office de Saint Georges.

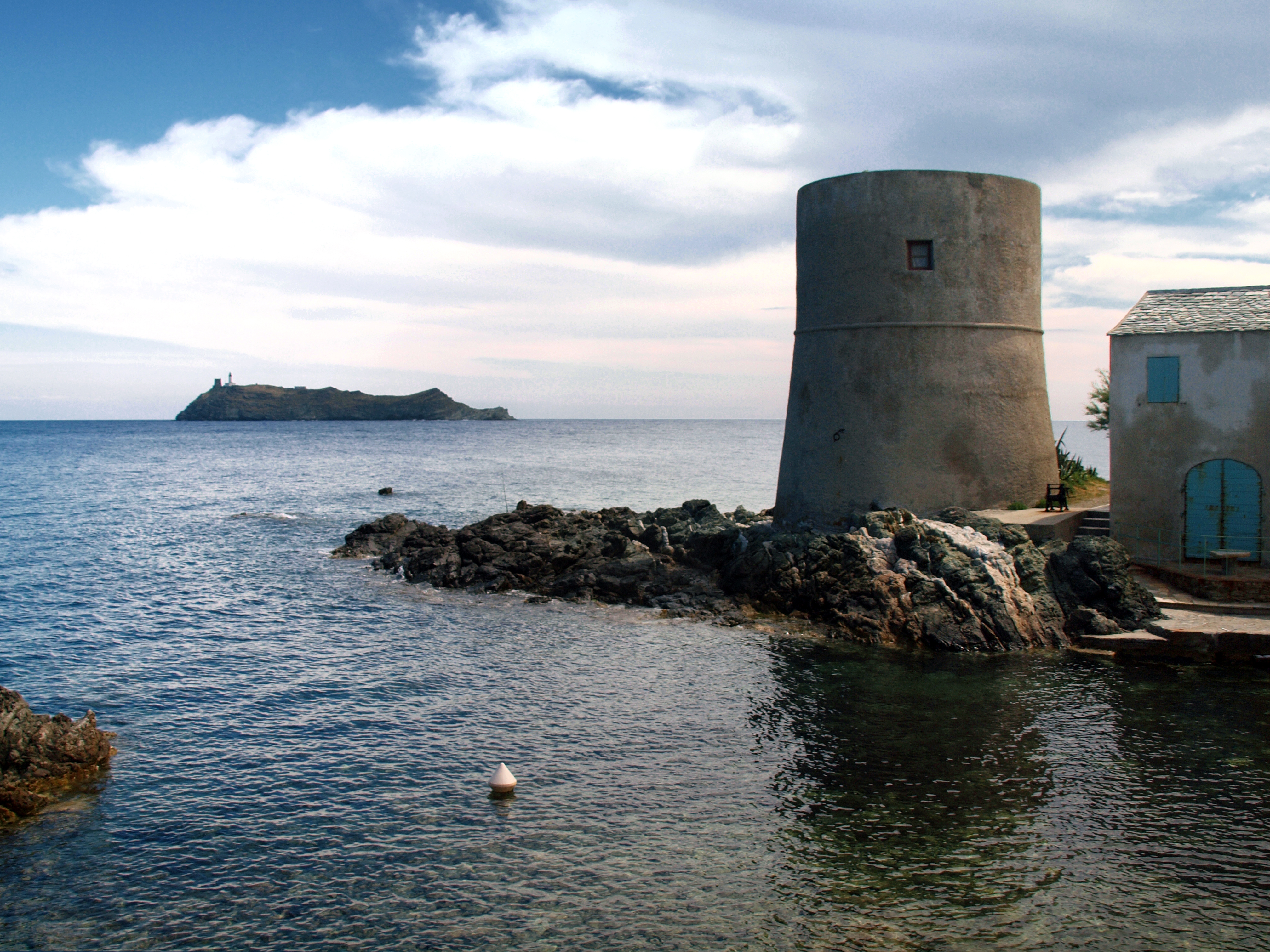
Tours de Tollare et de la Giraglia.

- 1455 - La malaria devient redoutable. Les Barbaresques commencent à razzier les côtes ; ils le feront durant près de trois siècles. Conséquence : les villages côtiers commencent à être abandonnés. Pour rassurer les populations, Gênes impose la construction de tours littorales, aux frais des pièves et des communautés. En 1530, le Cap Corse comptait dix tours. Il y en aura trente en 1730.
- 1483 - Giacomo-Santo 1er succède à son père Simon II Da Mare. Les 6 fiefs du Cap (San Colombano, Canari, Nonza, Sisco -fief de 1483 à 1491 pour Melchior De Gentile, Brando et Erbalunga) font promesse de vassalité à l'Office de Saint Georges.

##### Les fiefs du Cap Corse entre 1350 et 1536
Durant cette période les fiefs du Cap Corse ont subi d'importantes modifications territoriales à la suite de luttes contre Gênes ou entre seigneurs.
- 1350 : San Colombano, Centuri, Morsiglia, Pino, Brando (y compris Luri et Sisco), Canari, Nonza
- 1438 : San Colombano (y compris Centuri, Morsiglia et Pino), Canari (y compris Luri et Sisco), Nonza, Brando et Erbalunga
- 1484 : San Colombano, Canari (sans Sisco), Sisco, Nonza, Brando et Erbalunga
- 1492 : San Colombano, Canari (y compris Sisco), Nonza, Brando et Erbalunga
- 1510 : San Colombano, Nonza, Brando (y compris Canari) et Erbalunga
- 1536 : San Colombano, Nonza, Canari, Brando et Erbalunga

### Temps modernes
Au début du XVIe siècle, Gênes profite d'un différend fiscal opposant Giacomo-Santo 1er et les Capraiais pour annexer l'île de Capraia qui était aux Da Mare. Les fiefs de Brando et de Canari sont unis sous la domination de Pâris Gentile.
- 1511 - Gênes fait assassiner le comte Rinuccio Della Rocca, beau-père de Maria Da Mare, fille de Giacomo-Santo 1er. Les fiefs corses ne jouent plus aucun rôle politique.
- 1524 - Après le décès de Giacomo-Santo Ier, les enfants se partagent le fief San Colombano des Da Mare, représenté territorialement par la moitié nord du cap Corse :
  - Georgette mariée à François de Negroni marquis génois, reçoit le tiers des vassaux ainsi que les tours des Motti[9], de Santa Severa, de Meria et de Macinaggio ;
  - Simon II son frère hérite du reste, soit le nord et le nord-ouest de San Colombano.

À cette époque, le cap Corse était peuplé d'environ 11 000 habitants ; il avait sa propre monnaie, le reste de l'île avait également la sienne.
Gesalmina avait reçu de son frère Vincenzio, fils de Vincentello d'Istria, le fief de Canari. Elle l'apporte en dot à Geromino Gentile qui le cède à Pâris Gentile son frère. 
- 1536 - Pier-Battista Santelli, génois de Saint-Florent, achète le fief de Canari à Pâris Gentile.
- 1553 - L'hostilité des Corses envers les Génois favorise l'occupation de l'île par la France qui rallie à elle de nombreux insulaires.

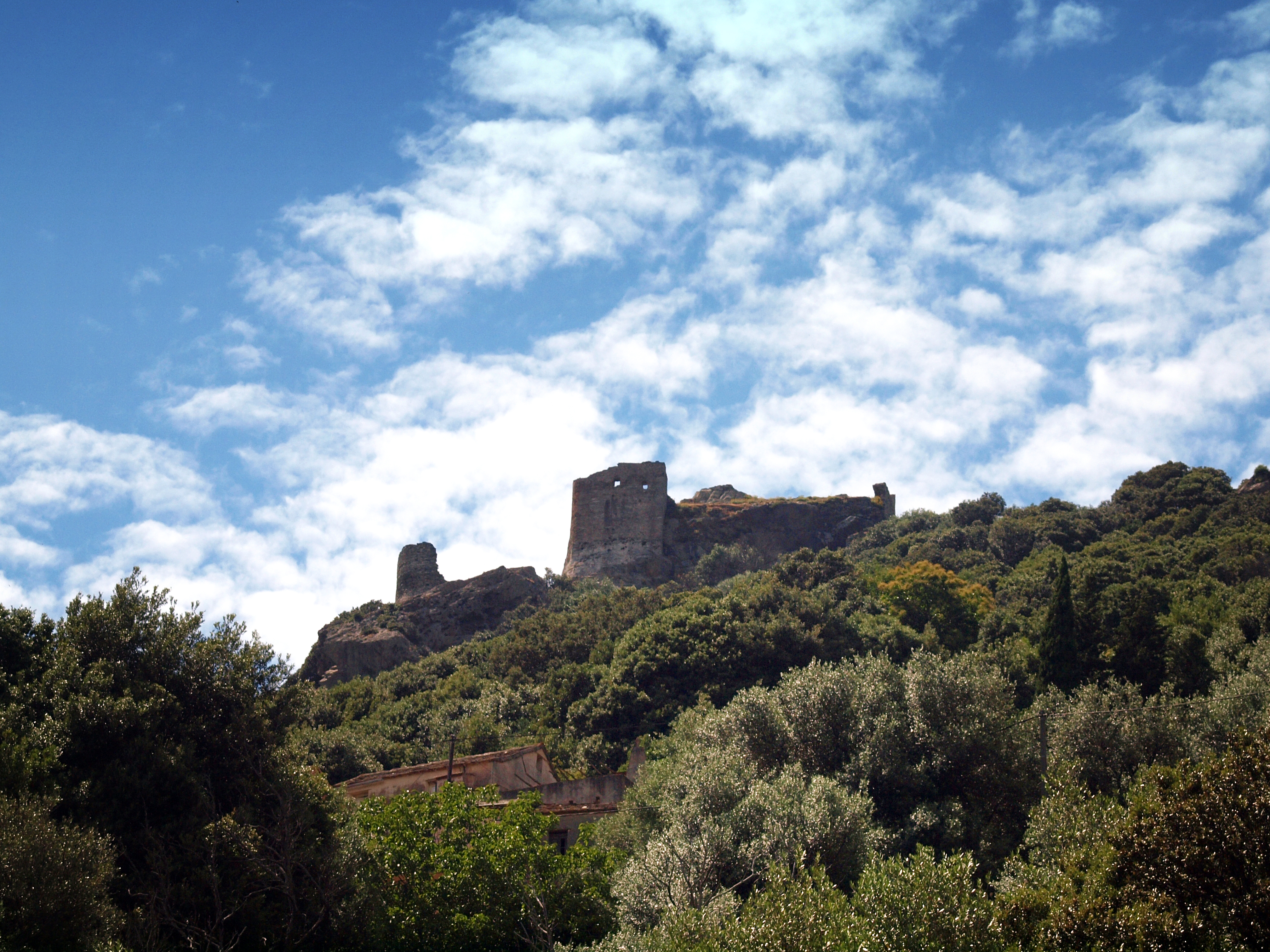
Ruines du castellaciu San Colombano.

- 1554 - Les autorités génoises reprennent le cap Corse, Bastia et Murato ; elles démantèlent en représailles le castellaciu San Colombano. Giacomo Santo II Da Mare se rallia, sous la menace, à la cause de Sampiero Corso, et lutta en faveur de l'intervention française en Corse. Sampiero Corso, colonel-général français, écrase les Génois à la bocca di Tenda[10] où est tué Giacomo-Santo II Da Mare, colonel français, petit-fils de Giacomo-Santo 1er. Les Da Mare et les De Gentile combattent Gênes. Seuls, les seigneurs d'Erbalunga luttent contre la France (Erbalunga sera ruiné en 1557).
- 1555 - Les Turcs alliés des Français, ravagent Bonifacio et le cap Corse, tuant Pierre-Jean De Negroni. Acarèse corsaire turc base ses galiotes dans l'anse d'Agnellu. Il occupe pendant des années le pays d'Ersa.
- 1556 - Altobello De Gentile reprend à Gênes son fief de Brando (qui englobait Sisco et Pietracorbara). Barbara Da Mare et Jacques De Negroni reprennent le gouvernement de leur fief à partir de la Tour du Cap.

Les Génois sont alliés de Charles Quint qui était en guerre avec la France. Malgré la Trêve de Vaucelles signée le 5 février 1556, ils occupent temporairement les tours de Grisgione, d'Erbalunga, de Casaiula, de Santa Severa ainsi que le château de Morsiglia. En 1558 Gênes n'a plus que Bastia et Calvi.
- 1559 - Le traité du Cateau-Cambrésis rend la Corse à Gênes.

De 1559 à 1563 les barbaresques ravagent Centuri, Morsiglia, Minerbio, Cocollo, Ogliastro.
Gênes dote l'île de « statuts civils et criminels » qui seront en vigueur jusqu'en 1789. Ils rétablissent l'ancien régime de la taille.
- 1571 - Octobre : Ambroise De Negroni avec 4 felouques construites à Santa Severa, participent victorieusement à la bataille de Lépante au cours de laquelle les Ottomans perdent 260 navires (117 navires leur sont pris).
- 1579 - Nonza est sévèrement touchée par une épidémie de peste.
- 1582 - Décès de Barbara Da Mare.
- 1583 à 1590 - Les barbaresques razzient toutes les côtes de l'île, créant famine et misère. Pietracorbara, Morsiglia, Minerbio, Albo, Cocollo sont ravagées ; 60 personnes sont enlevées à Cocollo. De nombreux villages sont ruinés ou abandonnés, 76 en Corse-du-Sud, 21 en Haute-Corse dont le Poggiu di Morsiglia, Marianda di Farinole, Serra di Marana, Agriata, Ostriconi, …
- 1592 - Profitant du désaccord des héritiers de Barbara Da Mare, Gênes fait intervenir le gouverneur Agostino D'Oria pour s'emparer du fief San Colombano et le placer sous son administration. La province du Capocorso est créée.
- 1599 - À la mort d'Alphonse, seigneur d'Erbalunga, son fief disparaît.

#### Province du Capocorso
C'est en 1592 que fut créée officiellement la province du Capocorso, traduit Cap Corse, en même temps que disparaissait le fief Da Mare qui était installé au nord de l'île. 
Des podestats remplacent dans chaque commune les gonfaloniers seigneuriaux. Dans le reste de l'île, Gênes réduit les pouvoirs des caporaux et des féodaux par la création d'un pouvoir communal et la mise en place dans chaque fief d'un amingo, tribunal populaire.
Cette province historique qui couvrait les 3/4 de la péninsule géographique du Cap aux XVIIe et XVIIIe siècles, a été respectée par la France jusqu'en 1789, date de la création du district de Bastia unissant les anciennes provinces de Bastia et du cap Corse.
En 1757, Pascal Paoli libéra le cap Corse de la tutelle génoise. En 1768, Rogliano devint la capitale de la nouvelle province française du Cap-Corse (sous-préfecture du département du Golo en 1790).

## Administration

### Évolution du découpage cantonal
De la fin du Moyen Âge jusqu'à la conquête française en 1769 puis le remplacement des pièves par les cantons en 1790, la péninsule du cap Corse était divisée en quatre pièves civiles issues de fiefs séculaires, dans le sens anti-horaire :
- la piève de Brando : Brando, Sisco et Pietracorbara ;
- la piève de Luri : Cagnano, Luri, Meria, Tomino, Rogliano, Ersa, Centuri, Morsiglia, Pino et Barrettali ;
- la piève de Canari : Canari ;
- la piève de Nonza : Ogliastro, Olcani, Nonza et Olmeta-di-Capocorso.

En 1788, les communes de Meria, Tomino et Rogliano sont distraites de la piève de Luri et forment la nouvelle piève de Rogliano tandis que les communes de Pino et Barrettali sont réunies à la piève de Canari.
En 1793, le canton de Canari est dissous. Canari rejoint le canton de Nonza pour former le canton de Santa-Giulia (puis canton de Nonza en 1828). Pino et Barrettali forment avec Cagnano, Luri et Meria le canton de Seneca (puis canton de Luri en 1828). Le canton de Brando devient le canton de Sagro (puis canton de Brando en 1828) et les communes de Tomino, Rogliano, Ersa, Centuri et Morsiglia forment le canton de Capobianco (puis canton de Rogliano en 1828).
En 1973, les cantons de Nonza et de Brando sont regroupés dans le nouveau canton de Sagro-di-Santa-Giulia tandis que les cantons de Luri et de Rogliano fusionnent au sein du nouveau canton de Capobianco.
Depuis le nouveau découpage cantonal en 2015, l'ensemble de ces communes est intégré au canton du Cap Corse. Celui-ci inclut également les communes de Patrimonio, Farinole, San-Martino-di-Lota et Santa-Maria-di-Lota, qui n'appartiennent pas au Cap Corse.

### Communauté de communes
En 1995, les 18 communes des cantons de Sagro-di-Santa-Giulia et de Capobianco forment la communauté de communes du Cap Corse.

## Économie et patrimoine

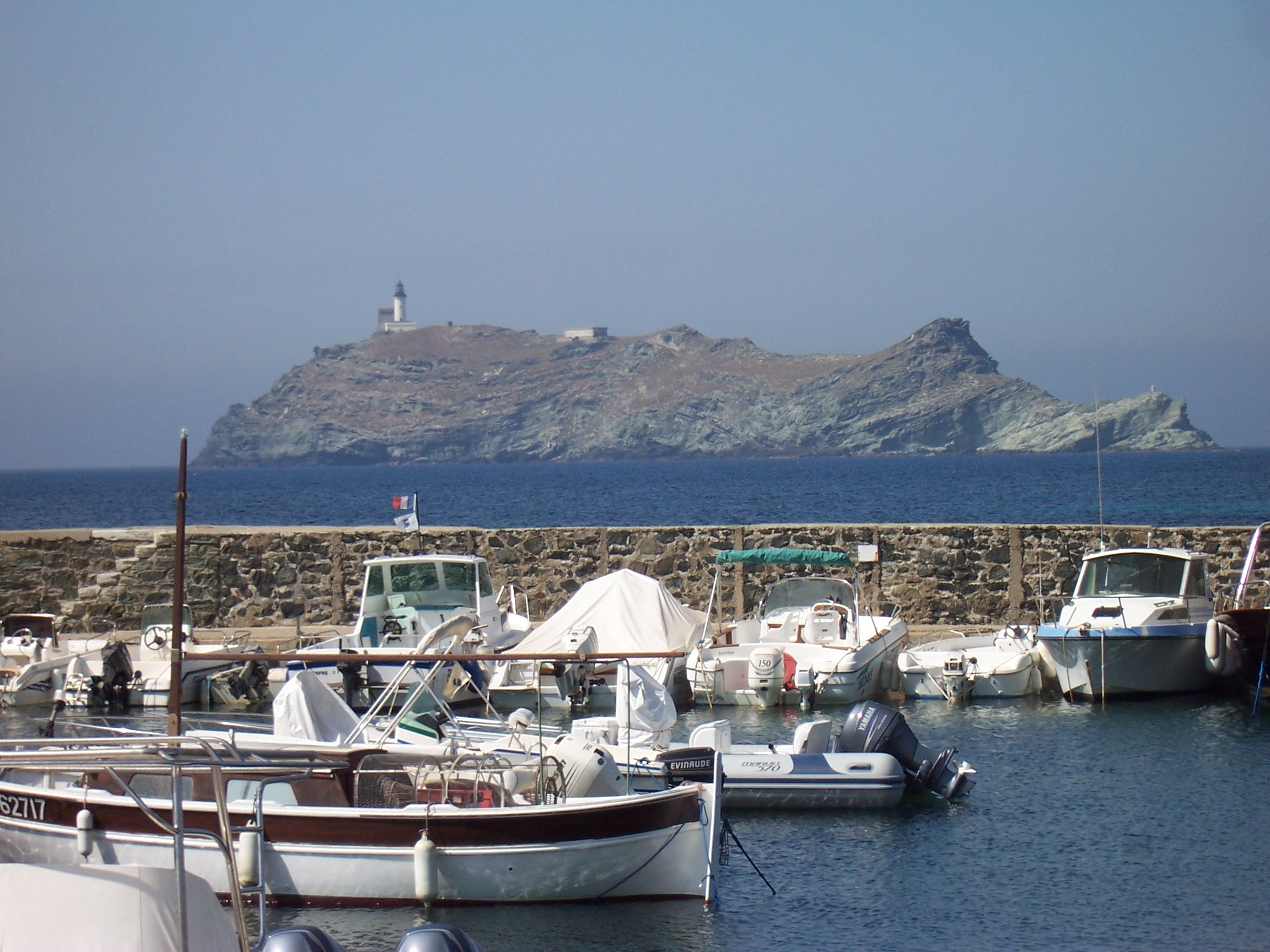
Extrême nord du Cap - Vue sur l'île de la Giraglia.

L'habitat humain s'est développé dans le Cap en fonction du relief, selon un rapport entre villages et marines très caractéristique. Presque toutes les communes du Cap regroupent leurs hameaux en altitude, autour d'églises et de chapelles souvent riches, tandis qu'elles s'ouvrent sur la mer par une ou deux « marines ». Autrefois, ces ports de pêche minuscules, nichés au fond des criques et le long des plages, étaient menacés des attaques des Barbaresques. Ils étaient donc protégés par une ou plusieurs tours de guet et, en cas d'alerte, dépendaient des chefs-lieux en altitude pour le repli de leur population. Aujourd'hui les marines sont des ports de plaisance et de pêche qui attirent plus de population que leurs chefs-lieux, et sont souvent pris d'assaut par les touristes en été.
En longeant la côte de Bastia à Saint-Florent, on trouve les marines suivantes :
- Pietranera et Grigione (commune de San-Martino-di-Lota)
- Miomo (Santa-Maria-di-Lota)
- Lavasina et Erbalunga (Brando)
- Marine de Sisco (Sisco)
- Marine de Pietracorbara (Pietracorbara)
- Porticciolo (Cagnano)
- Santa Severa (Luri)
- Marine de Meria (Meria)
- Macinaggio (Rogliano)
- Barcaggio et Tollare (Ersa)
- Marine de Centuri (Centuri)
- Mute (Morsiglia)
- Scalo (Pino)
- Giottani (Barrettali)
- Scala et Cannelle (Canari)
- Albo (Ogliastro)
- Negro (Olmeta-di-Capocorso)
- Marine de Farinole (Farinole).

Parmi les dix-huit communes du Cap Corse, seule celle d'Olcani n'a aucun accès à la mer ; Nonza, village perché surplombant sa célèbre plage de galets gris, n'a plus de marine.
Par le biais de ses marines, le Cap Corse constitue la région de Corse la plus tournée vers la mer. On y trouve d'ailleurs encore aujourd'hui les deux plus grands ports de pêche de l'île : Centuri et Macinaggio.
Le Cap est également une terre fertile et propice aux cultures variées : vigne, olivier, arbres fruitiers. La culture et le commerce du cédrat, en particulier, constitua pendant très longtemps une importante source de revenus pour les Capcorsins. Aujourd'hui, d'importants vignobles s'étendent sur son versant oriental (AOC « Muscat du Cap Corse » à Pietracorbara et Rogliano) et dans sa partie méridionale (AOC « Patrimonio » à Patrimonio et Barbaggio).
Dans le premier tome de son ouvrage Voyages en Corse, à l'île d'Elbe et en Sardaigne, édité en 1837, Antoine Claude Valery en décrit brièvement les principales richesses :
« La culture sociale de la vigne, qui annonce la sécurité, l'aisance et le progrès de la civilisation, n'est pas moins bien entendue au Cap-Corse que sur le continent. L'exportation annuelle des vins s'élève de trois à quatre cent mille francs ; ces vins, chauds, légers, généreux qui se conservent, sont pris et vendus pour des vins d'Espagne. C'est au Cap-Corse seulement qu'on a tenté, et avec succès, la production de la soie, si facile, si naturelle sous ce climat où il ne pleut ni ne tonne au temps du travail des vers. Cette soie, reconnue supérieure à celle même du Piémont, est une des nombreuses sources de richesse et de prospérité négligées dans l’île. »
Le Cap Corse a notamment donné son nom à un apéritif inventé en 1872 par Louis-Napoléon Mattei, assemblage de mistelle et de macérations de plantes, dont le quinquina. D'autres vins apéritifs corses au quinquina ont également adopté l'appellation Cap Corse sous les marques Damiani, Pietracorbara, Casa Angeli...